# Liste der Monuments historiques in Dommartin-lès-Remiremont
Die Liste der Monuments historiques in Dommartin-lès-Remiremont führt die Monuments historiques in der französischen Gemeinde Dommartin-lès-Remiremont auf.

## Liste der Objekte
| Bezeichnung                       | Beschreibung | Standort                        | Kennzeichnung | Schutzstatus | Datum | Bild |
| --------------------------------- | --- | ------------------------------- | ------------- | ------------ | ----- | ---- |
| Skulptur Heiliger Martin          | Stein, farbig gefasst, 17. Jahrhundert                                                                                       | in der Kirche St-Laurent (Lage) | PM88001359    | Inscrit      | 1985  |      |
| Lesepult                          | Holz, Schmiedeeisen, 18. Jahrhundert                                                                                         | in der Kirche St-Laurent (Lage) | PM88000261    | Classé       | 1961  |      |
| Chorschranke                      | Schmiedeeisen, 1777 | in der Kirche St-Laurent (Lage) | PM88000265    | Classé       | 1961  |      |
| Hauptaltar                        | Altartisch mit Tabernakel, Exposition und Retabel; Holz, vergoldet, 18. Jahrhundert                                          | in der Kirche St-Laurent (Lage) | PM88000263    | Classé       | 1961  |      |
| Triumphkreuz                      | Holz, farbig gefasst und vergoldet, 18. Jahrhundert                                                                          | in der Kirche St-Laurent (Lage) | PM88000270    | Classé       | 1967  |      |
| Kruzifix                          | Holz, farbig gefasst, 17. Jahrhundert                                                                                        | in der Kirche St-Laurent (Lage) | PM88000271    | Classé       | 1967  |      |
| Pietà                             | Terrakotta, bemalt, Schmiedeeisen, 18. Jahrhundert                                                                           | in der Kirche St-Laurent (Lage) | PM88000274    | Classé       | 1985  |      |
| Wandvertäfelung                   | Holz, 18. Jahrhundert | in der Kirche St-Laurent (Lage) | PM88000262    | Classé       | 1928  |      |
| Reliquienbüste der heiligen Klara | Holz, Ende des 18. Jahrhunderts                                                                                              | in der Kirche St-Laurent (Lage) | PM88000264    | Classé       | 1961  |      |
| Zwei Leuchter                     | Schmiedeeisen, bemalt, 18. Jahrhundert                                                                                       | in der Kirche St-Laurent (Lage) | PM88000273    | Classé       | 1985  |      |
| Skulptur Heiliger Laurentius      | Holz, farbig gefasst und bemalt, erste Hälfte des 19. Jahrhunderts                                                           | in der Kirche St-Laurent (Lage) | PM88001360    | Inscrit      | 1985  |      |
| Prozessionskreuz                  | Silber, teilweise vergoldet, Edelsteine, 14. Jahrhundert                                                                     | in der Kirche St-Laurent (Lage) | PM88000257    | Classé       | 1903  |      |
| Notre-Dame de Mai                 | Skulptur einer Madonna mit Kind; Stein, 15. Jahrhundert                                                                      | in der Kirche St-Laurent (Lage) | PM88000260    | Classé       | 1928  |      |
| Rechter Seitenaltar               | Altartisch, Retabel und Gemälde; Holz, farbig gefasst und vergoldet, sowie Ölfarbe auf Leinwand, um 1800                     | in der Kirche St-Laurent (Lage) | PM88000269    | Classé       | 1966  |      |
| Gemälde Geburt Mariens            | Ölfarbe auf Leinwand, Anfang des 18. Jahrhunderts; Holzrahmen, Ende des 18. Jahrhunderts                                     | in der Kirche St-Laurent (Lage) | PM88000275    | Classé       | 1985  |      |
| Emporenschranke                   | Schmiedeeisen, bemalt, Ende des 18. Jahrhunderts                                                                             | in der Kirche St-Laurent (Lage) | PM88000276    | Classé       | 1985  |      |
| Reliquiar                         | Bergkristall, Silber, 14. Jahrhundert                                                                                        | in der Kirche St-Laurent (Lage) | PM88000258    | Classé       | 1907  |      |
| Zwei Konsolen                     | Holz, teilweise vergoldet, Marmor, 18. Jahrhundert                                                                           | in der Kirche St-Laurent (Lage) | PM88000259    | Classé       | 1907  |      |
| Osterleuchter                     | Schmiedeeisen, 18. Jahrhundert                                                                                               | in der Kirche St-Laurent (Lage) | PM88000266    | Classé       | 1961  |      |
| Kruzifix                          | Holz, farbig gefasst, 17. Jahrhundert                                                                                        | in der Kirche St-Laurent (Lage) | PM88000267    | Classé       | 1966  |      |
| Linker Seitenaltar                | Altartisch, Retabel und Gemälde; Holz, farbig gefasst und vergoldet, sowie Ölfarbe auf Leinwand, Anfang des 18. Jahrhunderts | in der Kirche St-Laurent (Lage) | PM88000268    | Classé       | 1966  |      |
| Kruzifix                          | Schmiedeeisen, bemalt, 18. Jahrhundert                                                                                       | in der Kirche St-Laurent (Lage) | PM88000272    | Classé       | 1985  |      |
| Relief Drei Putti                 | Holz, farbig gefasst und vergoldet, 18. Jahrhundert                                                                          | in der Kirche St-Laurent (Lage) | PM88001361    | Inscrit      | 1985  |      |